# John Morton (naturalista)
John Morton (1671-1726) fue un clérigo inglés, naturalista y miembro de la Royal Society. Publicó Natural History of Northamptonshire.

## Vida
Ingresó en Oundle School en agosto de 1686, a la edad de 14 años. Se matriculó en Emmanuel College, Cambridge en 1688 y se graduó como Bachelor of Arts en 1691. Obtuvo un diploma ad eundem en la Universidad de Oxford en 1694. Finalmente consiguió la graduación como Master of Arts en 1695. 
En 1701, Morton consiguió convertirse en coadjutor de Great Oxendon, Northamptonshire, y dos años más tarde, en 1703 fue elegido miembro de la Royal Society.  Desde 1707 fue rector de Great Oxendon. 
Morton construyó una fuerte relación académica por correspondencia con Sir Hans Sloane durante los años 1703 a c.1716. En Londres se asoció con el botánico Adam Buddle . 
Morton murió el 18 de julio de 1726, con 55 años, y fue enterrado en Great Oxendon. Allí se construyó un monumento, con una inscripción en su memoria, a expensas de Sir Hans Sloane.

## Obras
En una carta a Richard Richardson de North Bierley, la cual fue fechada el 9 de noviembre de 1704, Morton redactó que conocer a John Ray le inició temprano en la búsqueda y el estudio de las plantas. A partir de los libros de Martin Lister obtuvo un gran interés por las conchas fósiles; y mantuvo correspondencia con John Woodward y Edward Lhwyd, así como con Sloane. 
En las Transacciones filosóficas de 1706 apareció "Una carta [...] que contenía una relación de río y otras conchas desenterradas, junto a varios cuerpos vegetales, en una tierra pantanosa bituminosa, cerca de Mears-Ashby, en Northamptonshire". En este y en trabajos posteriores, Morton adoptó los puntos de vista de Woodward sobre el Diluvio de Noé y la gran distribución vertical de los fósiles según su densidad. 
En 1712, Morton publicó The Natural History of Northamptonshire, con algún relato de las Antigüedades . Este libro trata en gran parte de "fósiles figurados", de los cuales dedica algunas láminas. Richard Pulteney no dudó en elogiar la parte botánica; pero Peter Whalley en su Historia de Northamptonshire consideró deficientes sus transcripciones de la encuesta de Domesday .  Las "piedras con figuras", una clase tradicional y enigmática señalada por los coleccionistas.

## Familia
Morton se casó con Susanna Courtman, que era una de las hijas de John Courtman